# Andrea Santarelli
Andrea Santarelli (Foligno, 1993. június 3. –) világ- és Európa-bajnok, olimpiai ezüstérmes olasz párbajtőrvívó.